# Муця
Муця е село в Северна България. То се намира в община Дряново, област Габрово.
Към 1934 г. селото има 47 жители. В днешно време няма постоянно население. Влиза в землището на град Дряново.